# Barnham (West Sussex)
Barnham – wieś w Anglii, w hrabstwie West Sussex, w dystrykcie Arun. Leży 10 km na wschód od miasta Chichester i 84 km na południowy zachód od Londynu. W 2001 miejscowość liczyła 1372 mieszkańców.